# Llucià Colomines
Llucià Colomines (Perpinyà ? - Mallorca, 1460), fou un poeta i gramàtic català.
Estudià arts liberals a la vila de Perpinyà, on nasqué segons indica Pere Miquel Carbonell. Després es traslladà a València i a Xàtiva, on quedà cec, i finalment s'embarcà cap a Mallorca, on morí. Pere Miquel Carbonell l'inclogué en el seu De uiris illustribus catalanis.
Segons Mariàngela Vilallonga, Llucià Colomines hauria fet determinades addicions al Doctrinal, el tractat gramatical d'Alexandre de Villadei, contingudes en un manuscrit de l'Arxiu Capitular de Girona, per la qual cosa seria cert el que indicà Pere Miquel Carbonell, en el sentit que Colomines seria autor d'una Gramàtica en vers.
Obres
- De casu et fortuna
- De accentu cum additionibus Lucianu Perpinianensi, Tractatus Alexandri foeliciter incipit
- Carmina